# لوئیس آنخل لندین
لوئیس آنخل لندین (پرتغالی: Luis Ángel Landín؛ زادهٔ ۲۳ ژوئیهٔ ۱۹۸۵) بازیکن فوتبال اهل مکزیک است.
از باشگاه‌هایی که در آن بازی کرده‌است می‌توان به باشگاه فوتبال کرتارو، باشگاه فوتبال کروز آزول، باشگاه فوتبال پاچوکا، هیوستون دینامو، تیم ملی فوتبال زیر ۲۳ سال مکزیک، و تیم ملی فوتبال مکزیک اشاره کرد.